# Dicranophora astuta
Dicranophora astuta är en tvåvingeart som beskrevs av Samuel Wendell Williston  1888. Dicranophora astuta ingår i släktet Dicranophora och familjen vapenflugor. Inga underarter finns listade i Catalogue of Life.